# Porzellanfabrik Edelstein

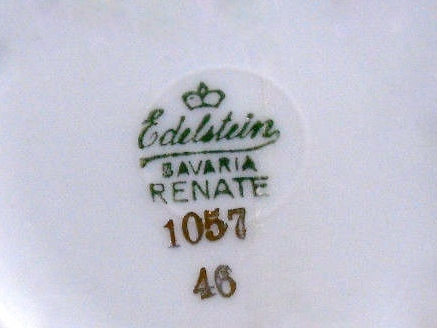
Julius Edelstein, Bodenmarke 1924–1933, grüne Unterglasur.

Die Porzellanfabrik Julius Edelstein war ein Porzellanhersteller in Küps im oberfränkischen Landkreis Kronach in Bayern. Das Unternehmen stellte vor allem Tafelgeschirr und Zierporzellan her. Nach dem Zweiten Weltkrieg bestand eine eigene Kunstabteilung.

## Julius Edelstein AG
Gründer des Unternehmens war Julius Edelstein (1882–1941), seit spätestens 1912 Porzellan- und Glasgroßhändler in Berlin-Charlottenburg. 1919 kaufte er mit seinem Kompagnon Isidor Grünebaum die von Friedrich Ohnemüller und Emil Speiser gegründete Oberfränkische Porzellanfabrik. Der Kaufpreis betrug laut Vertrag vom 19. Mai 1919 280.000 Mark. Die Fabrik in der Kronacher Straße wurde zu Porzellanfabrik Edelstein GmbH umbenannt, planmäßig modernisiert und das Unternehmen 1923 in eine Aktiengesellschaft umgewandelt. Der Vertrieb erfolgte über die Edelsteinsche Handelsgesellschaft Glas-, Porzellan- und Steingut-Handels AG mit Sitz in Berlin, Alexandrinenstraße 95/96. 
Edelstein entwickelte sich zu einer führenden Marke in Deutschland. Die modernen Produktionsanlagen und das hochwertige Porzellan fanden in der Fachpresse große Anerkennung. Auf dem Markt konnte sich Edelstein mit Philipp Rosenthal messen. Hinzu kam noch eine Porzellangroßhandlung mit Musterlager in Eidelstedt. 1924 wurde eine Repräsentanz in der Mädlerpassage am wichtigen Messestandort Leipzig eröffnet. Schauräume gab es schließlich auch in New York.
Ursprünglich hatte Edelstein vor allem in Ostpreußen verkauft, wo er eine weitere Porzellanfabrik in Allenstein besaß. Die Inflation 1923 begünstigte den Export ins Ausland, was für eine stark exportorientierte Konsumgüterindustrie wie die Porzellanherstellung von Vorteil war. Andererseits kämpfte Edelstein wie seine Mitbewerber mit dem Zusammenbruch des Inlandsmarktes im Herbst 1923. Ab 1926 litt die Branche am wachsenden Protektionismus des Auslandes, so erhob z. B. England nun eine Zollabgabe in Höhe von 50 Prozent. Andere wichtige Exportländer waren die USA, Australien, die Niederlande, Schweiz, Rumänien, Skandinavien und das Baltikum.
1926 zog sich Grünebaum aus dem Geschäft zurück. Im folgenden Jahr ließ sich Edelstein auf ein Kreditgeschäft mit der Steingutfabrik Colditz AG und deren Vorstand Otto Zehe ein. Colditz galt damals als größter Produzent von Steingutwaren und weitete seine Firmenbeteiligungen rasch aus. Diese Entwicklung traf zu diesem Zeitpunkt auch Schönwald, übernommen von Kahla, sowie Tirschenreuth und Bauscher, die an Lorenz Hutschenreuther gingen.
Infolge der Weltwirtschaftskrise ab Oktober 1929 konnte Colditz die Edelstein-AG am 20. September 1932 in Konkurs zwingen, obwohl die Kredite regelmäßig bedient worden waren. Als Ausgleich für offene Forderungen gingen die Küpser Fabrik und die Berliner Handelsgesellschaft in den Besitz von Colditz über.
Julius Edelstein wurde nur teilweise entschädigt durch Anteile an der Porzellanfabrik Beyer & Bock, dessen Werk im thüringischen Volkstedt er ab 1933 leitete. Mit der Machtübernahme der Nationalsozialisten bestanden für den jüdischen Unternehmer Edelstein keinerlei Aussichten mehr, das Konkursverfahren noch zu seinen Gunsten zu beeinflussen. Der ehemalige Besitzer und seine Frau Margaretha wurden 1941 nach Riga deportiert und ermordet.

### Produktion
Erste Umbaumaßnahmen in Küps waren am 1. Oktober 1920 abgeschlossen: Die sanitären Anlagen entsprachen nun den hygienischen Standards; es gab eine Massemühle mit sechs Trommeln, ein neues Lager und eine Expedition mit Laderampe. Von hier ging die Ware auf Pferdefuhrwerken zum nahen Bahnhof Küps. Am 18. Dezember 1921 wurde das alte Fabrikgebäude durch einen Großbrand zerstört, die Brennöfen und die neuen Nebengebäude blieben unversehrt. Ein Neubau wurde noch im folgenden Jahr fertiggestellt, inklusive Maschinenhaus und Dampfkessel. 1924 waren sechs Öfen in Betrieb. Diese Fabrik prägte das Ortsbild von Küps bis zu ihrem Abriss 1986.
Auf dem Höhepunkt des wirtschaftlichen Erfolges 1926 beschäftigte Edelstein etwa 600 Mitarbeiter.
Die Geschäftsführung hatte von 1919 bis 1923 Albert Kindermann inne. Ihm folgte Direktor Carl Elstner (1880–1932). Er hatte zuvor 20 Jahre als Prokurist für Rosenthal gearbeitet. Da er einige Fachkräfte von Selb nach Küps mitnahm, kam es in der Folgezeit wegen Dekorähnlichkeiten immer wieder zu Rechtsstreitigkeiten mit Rosenthal. Vertreten wurde die Edelstein AG bei diesen Verfahren von Thomas Dehler.
Der Modelleur Theodor Gack (1894–1984) war mit dem Unternehmen viele Jahre verbunden, zunächst von 1923 bis 1940, erneut ab 1944 und 1954 zum zweiten Mal zurückgekehrt. Bis 1959 leitete er den Betrieb als technischer Direktor.

### Sortiment
Entwürfe für Edelstein lieferte u. a. Richard Riemerschmid. Der Schwerpunkt des Sortiments lag jedoch auf historisierenden Formen des Barock, dritten Rokoko und Empire mit reichlich Relief- und Blumendekor und Vergoldungen. Eine Spezialität bildete der dünne, transparente Scherben der Spitzenprodukte. Im Angebot waren auch mit Silber volldekorierte Prunkservice.
Kommerziell erfolgreich waren:
- Mokkaservice Renate
- Tafelservice Agathe, 1926, mit heiterem Streublumendekor
- Cosima, Ätzgolddekor

## Edelstein Porzellanfabrik AG
Die Verbindlichkeiten von Edelstein summierten sich 1932 auf 1,36 Millionen Reichsmark, davon gut die Hälfte auf die Colditz AG. Otto Zehe persönlich besaß Forderungen in Höhe von 100.000 Mark, was ihm im eigenen Unternehmen den Vorwurf eintrug, Geschäfts- und Privatinteressen vermischt zu haben. Nach dem Börsenkrach 1932 wurde die Übernahme vollzogen. Zum 1. Dezember 1932 entstand eine neue Aktiengesellschaft, zunächst unter dem Namen Porzellanfabrik J. Edelstein AG. Das Kapital befand sich vollständig in den Händen von Colditz. 1934 wurde der Firmensitz von Berlin nach Küps verlegt. 
Fritz Greiner (1903–1974), NSDAP-Mitglied und im NSKK aktiv, übernahm die Geschäftsleitung. Er behielt sie – mit fünfjähriger Unterbrechung nach Kriegsende – bis 1971. Otto Zehe verstarb bereits 1935. Am 22. Mai 1937 wurde der Name abermals zu Edelstein Porzellanfabrik AG geändert. Schon 1935 hatte sich die Firma veranlasst gesehen, ihren jüdischen Namen öffentlich zu rechtfertigen: In der gauamtlichen Tageszeitung Bayerische Ostmark ließ sie u. a. verlautbaren, Edelstein stehe für „Adel“, der bekannte Markenname verrate Tradition und rechtfertige dadurch das Vertrauen des Käufers.
Der Betrieb fügte sich widerstandslos den Vorgaben der Deutschen Arbeitsfront: Die Betriebsorganisation wurde nach dem Führerprinzip hierarchisiert, Kantine und Betriebssport eingeführt. Stolz wurde verbreitet, als erster Betrieb im Oberfränkischen geschlossen der DAF beigetreten zu sein. Die Zahl der Beschäftigten stieg kontinuierlich von 115 im Jahr 1932 auf 375 (1937). Durch zeitweise 50 Lehrlinge verfügte Edelstein über eine sehr junge Belegschaft. Während des Zweiten Weltkriegs konnte in den Werkshallen auf bis zu 36 französische Kriegsgefangene zurückgegriffen werden. Die zehn Ostarbeiterinnen und sechs armenischen Fremdarbeiter machten nur einen vergleichsweise geringen Anteil aus.

### Sortiment
Mit der veränderten Marktlage ab 1932/33 ging die Produktion an Figuren und Nippes stark zurück. Dafür wurde nun Feston-Geschirr auf den Markt gebracht, das in mäßiger Qualität etwa 20 Prozent billiger angeboten werden konnte. Das barockisierende Komplett-Service Maria Theresia, entworfen von Ludwig Gack für den eher konservativen Geschmack, ist in den Warenlisten bis 1943 nachweisbar, allerdings wurde während des Krieges vor allem Wehrmachtsporzellan mit dickem Scherben hergestellt.

## „Wirtschaftswunder“-Zeit
Trotz Schäden an der Fabrik beim Einzug der US-Army und anfänglichen Materialengpässen nach Kriegsende beschäftigte Edelstein in den 1950er Jahren rund 350 Mitarbeiter. Das Sortiment wurde zunächst aus dem alten Formvorrat bestritten, einzelne Serviceteile wurden aus anderen Serien ergänzt. Auch das Service Maria Theresia wurde wieder angeboten, nun elfenbeinglasiert mit purpur Stahldruck Aufglasur.
Unterdessen bemühte sich Julius Edelsteins Tochter, Marianne Wald (später Orlando), um die Rückgabe der Firma. Sie arbeitete zu diesem Zeitpunkt für die britische Militärregierung im Rheinland und hielt Kontakt mit dem Küpser Bürgermeister Ernst Hanna. Letztendlich waren Rückgabeansprüche aussichtslos, weil das Militärregierungsgesetz Nr. 59 nur den Raub jüdischen Eigentums nach dem 30. Januar 1933 erfasste. Marianne Wald versuchte auch, dem amtierenden Direktor Walter Dörfel den Rücken zu stärken, um eine Rückkehr des NS-belasteten Fritz Greiner zu verhindern.
Schon 1946 war Edelstein zurück in der Gewinnzone, 1949 beschäftigte die Fabrik sogar 400 Arbeiter und Angestellte. 
Mit der Firmenmutter Colditz (Sitz in Staffel/Lahn) ging Edelstein 1972 an die Slater Walker Bank. Damals betrug der Jahresumsatz 5,4 Millionen DM, der Exportanteil etwa 45 Prozent. Im folgenden Jahr wurde Edelstein an die Heinrich Porzellan GmbH weitergereicht. Sie ließ die Produktion zum 31. Dezember 1973 stilllegen und verwertete die Immobilien. Die Edelstein'sche Direktorenvilla wurde an die katholische Kirche verkauft und als Pfarrhaus verwendet.

### Sortiment
Die zeitweilig existierende Kunstabteilung erhielt Entwürfe von Kurt Wendler und Richard Scheibe, die bis heute sehenswert sind. Sebastiano Buscetta schuf Tierplastiken und die für die 1950er Jahre so typischen „Negerbüsten“. Alfred Turbanisch modellierte Relief- und Biskuitporzellane.
Die Geschirrserien der 1960er Jahre folgten dann dem Trend zu zeitgemäßen Formen und poppigen Dekoren, zu nennen sind Astrid, 900, Carat, Jeunesse und Liane.